# فيكتوريا ويليامسون
فيكتوريا ويليامسون (بالإنجليزية: Victoria Williamson) مواليد 15 سبتمبر 1993، هي متسابقة إنجليزية في صنف سباق الدراجات على المضمار.

## الميداليات
| الميدالية | المسابقة                               |
| --------- | -------------------------------------- |
| برونزية   | بطولة العالم للدراجات على المضمار 2013 |

## روابط خارجية
- فيكتوريا ويليامسون على موقع IBSF (الإنجليزية)
- فيكتوريا ويليامسون على موقع أرشيف الدراجات (الإنجليزية)
- فيكتوريا ويليامسون على موقع اتحاد ألعاب الكومنولث (مؤرشف) (الإنجليزية)